# Ипаба
Ипаба (порт. Ipaba) — муниципалитет в Бразилии, входит в штат Минас-Жерайс. Составная часть мезорегиона Вали-ду-Риу-Доси. Входит в экономико-статистический микрорегион Каратинга. Население составляет 16 544 человека на 2006 год. Занимает площадь 114,349 км². Плотность населения — 144,7 чел./км².

## История
Город основан 27 апреля 1992 года. 

## Статистика
- Валовой внутренний продукт на 2003 год составляет 33 090 946,00 реалов (данные: Бразильский институт географии и статистики).
- Валовой внутренний продукт на душу населения на 2003 год составляет 2118,36 реалов (данные: Бразильский институт географии и статистики).
- Индекс развития человеческого потенциала на 2000 год составляет 0,702 (данные: Программа развития ООН).